# Ča pod Perunom
Ča pod Perunom je hrvatska kulturna manifestacija. 
Večer je čakavske poezije koju svake godine organizira ogranak Matice hrvatske iz Podstrane, a održava se od 2009. godine., na inicijativu maestra Ljube Stipišića Delmate.
Okuplja pjesnike koji pišu čakavskim izričajem "koji se govori na širem dalmatinskom području, od spli’ske (luške), preko trogirske, drveniške, podstanske, bračke, hvarske, komiše do iške čakavice".
Održava se u vrtu ljetnikovca Cindro u Strožancu.

## Sudionici
Popis pozvanih sudionika.
- 2009.: Joško Armanda (Split), Miki Bratanić (Vrbanj), Tašenka Matulović (Vrboska) i Miro Rom (Podstrana). U glazbenom dijelu su nastupile klapa Žrnovnica i klapa Praska (Podstrana).[2]

- 2010.: Joško Armanda (Split), Miki Bratanić (Vrbanj), Marina Čapalija (Drvenik Veli), Duško Geić (Trogir), Nevenka Kovačević (Podstrana), Miro Rom (Podstrana) i Siniša Vuković (Brač).[2]

- 2011.: Joško Armanda (Split), Miki Bratanić (Vrbanj), Joško Božanić (Komiža), Silvija Buvinić (Pražnice), Marina Čapalija (Drvenik Veli), Duško Geić (Trogir), Ičica Barišić (Pitve), Velimir Pašara (Žirje), Miro Rom (Podstrana), Ljubo Stipišić Delmata (Split), Igor Šipić i Maja Tomas.[1] U glazbenom dijelu je nastupala mješovita klapa Slobodna Dalmacija.[1]